# Heinrich Friedrich Karl vom Stein
Heinrich Friedrich Karl Reichsfreiherr von und zu Stein (Nassau, Alemania, 25 de octubre de 1757-Cappenberg, 29 de junio de 1831) fue un político y reformador de Prusia. Su primera experiencia administrativa práctica la obtuvo en las minas de la región del Ruhr y en la administración de las provincias occidentales de Prusia. Posteriormente fue ministro de Economía y Finanzas en Berlín. Junto con Karl August von Hardenberg fue protagonista de las reformas al Estado prusiano después del tratado de Tilsit de 1807. En 1808 fue forzado a exilarse por sus posiciones contra Napoleón, pasando en 1812 a ser consejero del zar Alejandro I de Rusia. Durante las guerras de liberación antinapoleónicas, fue el director del Zentralverwaltungsdepartement (Departamento de Administración Central) de los territorios reconquistados en Alemania y Francia. Tras el Congreso de Viena, ya no tiene un papel importante en los acontecimientos políticos, pero los observa y trata de influenciarlos a través de contactos personales. Es uno de los cofundadores de la Monumenta Germaniae Historica, organización que hasta el día de hoy promueve el estudio de la Edad Media en Alemania. En sus últimos años actuó como representante de los intereses de la nobleza.

## Vida

### Familia y juventud

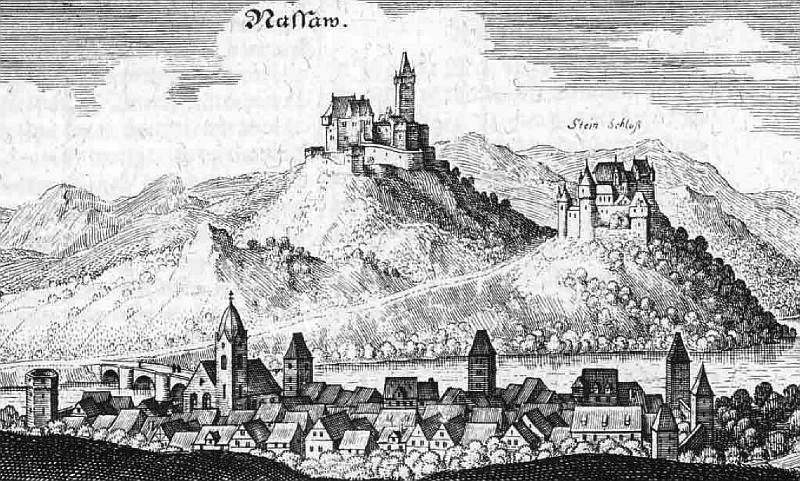
Vista de la ciudad de Nassau con el castillo de la familia vom Stein (Merian, 1655).

Stein nació el 25 de octubre de 1757 en Nassau. Sus padres fueron Karl Philipp Reichsfreiherr vom und zum Stein (1708-1788) y su esposa, Henriette Karoline Langwerth von Simmern, viuda de Löw von und zu Steinfurth (1723-1783). Creció en el castillo de la familia en la ciudad.
Fue uno de nueve hijos, de los que seis llegaron a ser adultos. Su hermano, Johann Friedrich (1749-1799) fue coronel en el ejército de Prusia, y su hermano Friedrich Ludwig (1752-1790) llegó al rango de teniente coronel. Una de sus hermanas, Marianne Freiin vom und zum Stein (1753-1831), fue abadesa de la orden Wallenstein en Homberg (Efze), donde se involucró en una rebelión fallida, iniciada por Wilhelm von Dörnberg.
La familia tenía desde el siglo XVII el derecho al voto directo (Reichsunmittelbarkeit) por el emperador del Sacro Imperio Romano Germánico. La familia Stein poseía varios pequeños terrenos a orillas del Rin y del río Lahn. Como caballeros del imperio, estaban protegidos por las leyes imperiales y en caso de disputas legales podían dirigirse directamente a la corte imperial. Tenían señorío y jurisdicción legal sobre los pueblos en sus territorios. Los ingresos de sus posesiones no alcanzaban para un estilo de vida de acuerdo con su alto rango de nobleza, por lo que hasta los cabecillas de la casa nobiliaria vom Stein habían trabajado muchos siglos al servicio de príncipes y grandes terratenientes.
Debido a las largas ausencias por el servicio de su padre como consejero privado del arzobispo de Maguncia, posición que tenía a pesar de ser de confesión evangélica, la educación de Karl vom Stein quedó en manos de su madre, de quien era el hijo favorito. Su madre era una mujer ilustrada y tenía contacto con Johann Caspar Lavater. Para mantener el control de las propiedades de la familia, el padre de Stein creó un fideicomiso del que él pasó a ser único heredero, a pesar de las protestas de su hermano mayor. Al morir su madre en 1783, se hizo cargo de la administración de los bienes de la familia, pues la salud de su padre era delicada. Durante su carrera burocrática en Prusia, la administración de facto de los bienes era ejercida por su hermana, la abadesa Marianne.
Después de la conquista francesa, vom Stein vendió sus posesiones en la ribera occidental del Rin y con el dinero adquirido compró el señorío de Birnbaum en la futura provincia prusiana de Posen.

### Educación y primeros empleos
En 1773, a los 16 años de edad, inició el estudio de Derecho, Historia y Economía en la entonces progresiva Universidad de Gotinga. Entre sus profesores estaban August Ludwig von Schlözer, que ejerció una profunda influencia en Stein y quien buscaba reconciliar el moderno pensamiento constitucional con las ideas conservadoras sobre la antigua liberalidad alemana. También estudió con Johann Stephan Pütter, uno de los mejores conocedores de la constitución y estructura del Sacro Imperio Romano Germánico. Como era la costumbre de los nobles de la época, dejó la universidad en 1777 sin hacer el examen final.
Su estudio estaba enfocado con vistas a un servicio en el Imperio y a continuación hizo una pasantía en la cámara de la corte imperial en Wetzlar. En Wetzlar se hizo miembro de la logia masónica Joseph zum Reichsadler. A partir de 1778 emprendió una serie de viajes, visitando el Reichstag en Ratisbona y varios territorios del Imperio, incluyendo Maguncia, Mannheim, Darmstadt, Múnich lo mismo que Viena, la residencia del emperador. Además viajó a Estiria y Hungría. En esta época Stein desarrolló un interés por la minería.
Gracias a los esfuerzos de su madre, entró en 1780 al servicio de Prusia. Stein justificó este paso citando su admiración por Federico II y la liberalidad del Estado prusiano, que le ofrecía buenas probabilidades de avance. Su primer empleo en Berlín fue como pasante en el departamento de minas y plantas siderúrgicas del Generaldirektorium, la oficina encargada de la administración interna y de finanzas en Prusia. Su carrera fue apoyada y promovida en esta oficina por el ministro Friedrich Anton von Heynitz. Stein completó una educación exhaustiva sobre la especialidad de minería, asistiendo a la Academia de Minería en Freiberg (Sajonia). Numerosos viajes de servicio con el ministro von Heynitz ampliaron sus conocimientos.
En 1784 toma su primer puesto de responsabilidad en el área de minas, en la provincia prusiana de Westfalia. Es nombrado director de la oficina de minas en Wetter (Ruhr), y en Ibbenbüren fue encargado de las minas de carbón y del canal del río Ruhr, que operaban bajo la supervisión del Estado. Stein intensificó la supervisión estatal de las minas de carbón y mejoró las rutas que unían la región del Ruhr con las zonas comerciales de Sauerland, Siegerland y Bergisches Land.
En varias ocasiones le fueron ofrecidos puestos diplomáticos, ofertas que rechazó hasta 1785, cuando aceptó un puesto como enviado ante el príncipe elector de Maguncia. La intención de esta misión era que el príncipe elector y arzobispo de Maguncia se uniera al Fürstenbund, que era una unión de príncipes electores formada por Prusia, Sajonia y Hanóver que buscaban una alianza defensiva contra Austria.
En 1786 hizo un viaje a Inglaterra para estudiar la minería, la canalización de los ríos y los comienzos de la revolución industrial en ese país. Los conocimientos ganados en este viaje los puso en práctica a su regreso a las minas de la región del Ruhr. También consiguió cerrar un contrato con la firma Boulton & Watt para el envío de una máquina de vapor a Prusia.

### Administración de las provincias occidentales

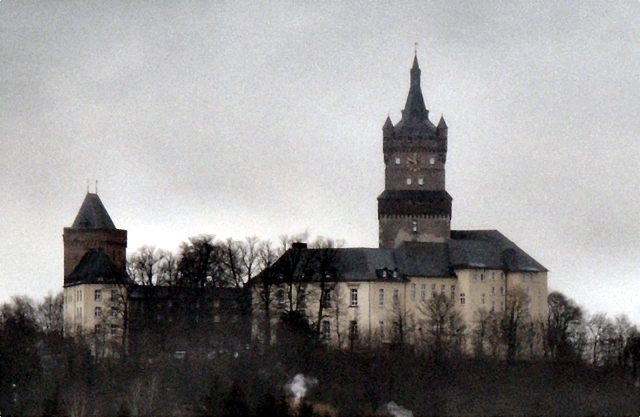
Vista del castillo Schwanenburg en Cléveris.

Mapa que muestra la situación geográfica del Condado de Mark, el Ducado de Berg y el Ducado de Cléveris.

En 1787 Stein fue nombrado director de la "Cámara de Guerra y Dominios" del Condado de Mark, que se extendía a lo largo del río Ruhr y que tenía una extensión de unos 3.000 km². Durante esta época, una de sus responsabilidades era hacer navegable el río Ruhr. Además hizo construir una de las primeras calzadas de piedra de Alemania, obra para la que no utilizó labor forzada como era costumbre. Durante su mandato limitó los impuestos y liberalizó las condiciones para el transporte y el comercio.
En 1792 fue nombrado Landtagkommisar del Condado de Mark, puesto que le hacía representante de los terratenientes ante la asamblea local. En 1793 fue adicionalmente nombrado "Presidente de la Cámara" del Ducado de Cléveris, tomando residencia en el castillo de Schwanenburg en la sede del Ducado, la ciudad de Cléveris.
Ese mismo año se casó con la condesa Wilhelmine von Wallmoden (1772-1819), que era catorce años menor que él. Wilhemine era hija del general Johann Ludwig von Wallmoden-Gimborn (1736-1811), hijo ilegítimo del rey Jorge II de Gran Bretaña. Con ella Stein tuvo tres hijas, de las cuales Henriette (* 1796) y Therese (* 1803) sobrevivieron pasada la niñez.
Como principal burócrata en las provincias bajo su cargo, Stein fue responsable de una reforma fiscal completa, la cual significó para sus habitantes una reducción de las contribuciones. Ante los disturbios en el Condado de Mark provocados por la inflación a causa de la guerra, Stein distribuyó a la población cereales de los almacenes del ejército a precios favorables, a pesar de la oposición de los militares. Se opuso a la administración central de Prusia defendiendo la administración regional de las comunas y lo que quedaba de los derechos constitucionales de las clases sociales altas.
Durante la guerra de la Primera Coalición, Stein fue asignado al cuartel general del rey y hecho responsable del suministro del ejército. Fue testigo del sitio y la caída de Maguncia, la capital de la República de Maguncia. Ahí fue capturado y recibió malos tratos por el revolucionario Friedrich Georg Pape.
En 1796 Stein fue nombrado presidente de la "Cámara Alta" (Oberkammerpräsident) de todos los territorios occidentales de Prusia con sede en Minden. Por orden de Berlín, su misión era fomentar la economía desmantelando leyes, impuestos y otro tipo de impedimentos económicos. Mandó construir una calzada de piedra entre Bielefeld y Osnabrück y se encargó de mejorar el tráfico fluvial del río Weser. Además dirigió la reforma agraria en Minden y el Condado de Revensberg, a lo que se agregaron reformas en la administración dentro del ámbito de su propio puesto como Oberkammerpräsident.
En este tiempo Stein favorecía políticamente un sistema constitucional de tipo inglés, aunque al comienzo también tuvo algunas simpatías por la Revolución francesa. Ambas influencias contribuyeron a que Stein fuese cada vez más crítico con el sistema burocrático, caído en el absolutismo, de Prusia. Sin embargo, la opinión de Stein sobre la Revolución francesa cambió radicalmente. Este cambio fue causado, en parte, por su contacto con emigrantes franceses de alto rango que se habían refugiado en Hamm. Entre estos se encontraba el autonombrado regente de Francia tras la ejecución de Luis XVI, el Conde de Provenza, quien se convertiría más tarde en el rey Luis XVIII. Otro de los refugiados que Stein conoció fue Carlos de Anjou, que luego reinaría como Carlos X. A Stein también le dejó una impresión duradera sobre estos hechos el libro de Edmund Burke „Reflection on the Revolution in France“.
Aunque Stein era un patriota del Imperio y no sólo un burócrata prusiano, estuvo de acuerdo con los cambios territoriales dictados por Napoleón en el occidente del Imperio y, sobre todo, con la secularización de los territorios eclesiásticos. Por orden de la administración central de Prusia, Stein llevó a cabo estos cambios aún antes de la mediatización y secularización de 1803. Entre 1802 y 1804 estuvo en la ciudad de Münster a cargo de la incorporación de los territorios de la Iglesia al Estado de Prusia. A Prusia le fueron concedidos la parte este del principado-arzobispado de Münster, el principado-arzobispado de Paderborn, lo mismo que las abadías de Essen, Werden y Herford. Estas ganancias territoriales no fueron duraderas, pues tras el Tratado de Tilsit, Prusia perdió sus territorios en Westfalia.
En 1804 Stein sufrió directamente el efecto de los cambios en el Imperio, ya que el ministro de Estado de Nassau, Ernst Franz Ludwig Marschall von Bieberstein, dejó que los terrenos de la familia vom Stein fuesen ocupados, con los que hizo en pequeña escala lo que Stein hizo a gran escala con los arzobispados. Stein protestó contra estas acciones con insistencia y, por presión del emperador Francisco II, concluyó la ocupación. Este episodio produjo un enfrentamiento duradero entre Nassau, el Marschall von Bieberstein y Stein. Al final, las posesiones de los vom Stein fueron también mediatizadas y la familia perdió sus derechos de señorío, aunque no las tierras y propiedades.
Durante su tiempo en Westfalia, Stein se distinguió como un burócrata administrativo sobresaliente, sobre todo en cuestiones económicas, con lo que se recomendó para mayores tareas en Berlín.

### Ministro en Berlín y caída

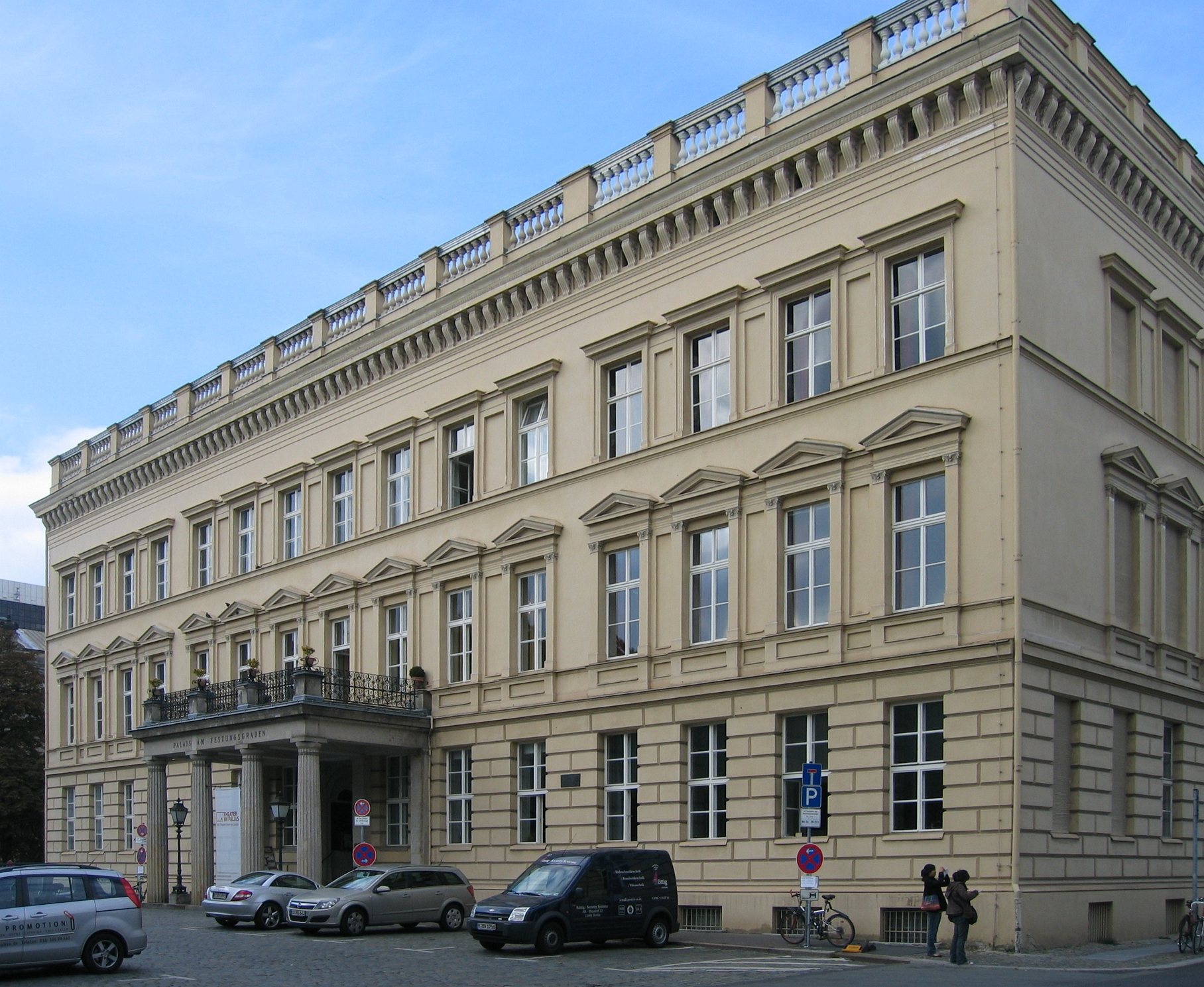
El Palacio Donner (hoy Palacio am Festungsgraben) en Berlín, lugar donde Stein residió durante su tiempo como Ministro de Finanzas. A partir de 1808 pasó a ser sede del Ministerio de Finanzas.

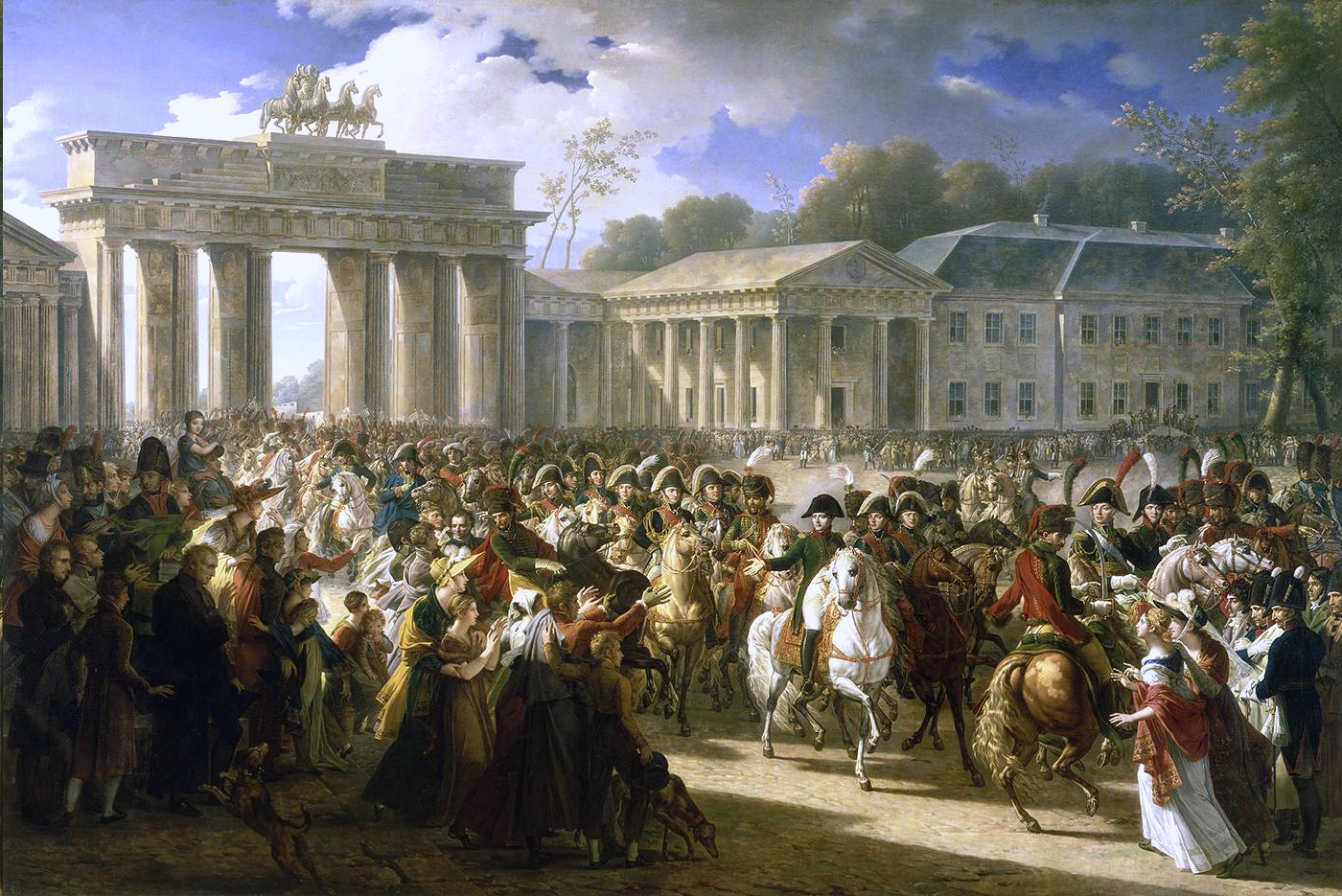
Entrada de Napoleón en Berlín el 27 de octubre de 1806.

En 1804 Stein es llamado a Berlín y nombrado Ministro de Economía y Finanzas, siendo responsable de los impuestos de accisa, pagos aduaneros, industria y comercio. Detrás de este nombramiento estaba el consejero del gabinete, Carl Friedrich von Beyme, que veía en el nuevo ministro a un partidario de reformas globales al Estado. Desde el momento en que tomó su puesto, el barón vom Stein hizo patente que más allá de Prusia tenía a toda Alemania en su mente: "Cuando uno está convencido de que el perfeccionamiento y la cultura de Alemania están ligadas y son inseparables de la buena fortuna de la monarquía de Prusia, uno no puede dudar ni por un momento entre el deber y el bien personal, sino que debe estar preparado hasta para el último sacrificio".
Stein era responsable del presupuesto y en vista de la amenaza de guerra, buscó maneras de incrementar los ingresos del Estado. Además trató de equilibrar los impuestos y gastos del Estado, que variaban mucho entre las diversas regiones del reino. Se puso un precio universal para la sal, que era un monopolio del Estado, lo que resultó en un alza de su precio en general e incrementó significativamente los ingresos para el Estado. De manera más limitada, se eliminaron los pagos de tarifas por el comercio interregional del reino. Stein fundó la oficina de estadísticas. Posteriormente fue también responsable del comercio marítimo y el Real Banco Central (Königliche Hauptbank).
En 1805 Stein era parte del grupo alrededor de la reina Luisa, favorable a la guerra y a hacer frente a Napoleón. Junto con el príncipe Luis Fernando de Prusia, trató de convencer al rey Federico Guillermo III, partidario de la neutralidad, de que actuara. El 10 de mayo de 1805, Stein publicó un memorándum sobre este tema. El lenguaje era extremadamente brusco, llamando al Ministro de Relaciones Exteriores Christian von Haugwitz "un hombre sin veracidad, un sibarita embotado, que sólo busca gozar placeres de todo tipo". Este lenguaje poco diplomático sólo consiguió fortificar el rechazo hacia sus recomendaciones. El rey rechazó sumariamente el memorando y consideró al grupo alrededor de Luis Fernando y Stein, con toda razón, una célula opuesta a su política. Al final, la intransigencia de Napoleón, que marchó a través de territorio prusiano sin molestarse en avisar a Federico Guillermo III, forzó la declaración de guerra en 1806.
El desastroso desarrollo de esta guerra para Prusia obligó a la corte y a los políticos destacados a huir hacia Königsberg. Durante la huida, Stein se aseguró de que los fondos del Estado no se perdieran. Tras la derrota en la Batalla de Jena, que demostró el desmoronamiento estructural del gobierno y el ejército, Prusia se vio forzada a introducir cambios. En Königsberg, Stein recomendó continuar la guerra a toda costa. Además criticó duramente la debilidad del liderazgo civil y militar demostrado durante la guerra, criticando incluso el estilo de gobierno del monarca. Por esta razón, recomendó reformas fundamentales en la estructura del Estado para crear una base estable con la cual poder continuar los esfuerzos bélicos. Entre sus recomendaciones figuraban algunas que él había sugerido aún antes del estallido de la guerra, como su crítica del sistema absolutista de gabinete. En su lugar, Stein recomendó que los ministerios del Estado fuesen puestos en manos de hombres capacitados y responsables, que trabajasen junto con el monarca.
Stein rechazó bruscamente un ofrecimiento para tomar las riendas del Ministerio de Relaciones Exteriores, con el objetivo de buscar la paz. Esto y sus agudas críticas a la política seguida hasta ese momento, condujeron a su despido por el rey Federico Guillermo III el 3 de enero de 1807, que justificó su decisión diciendo... "No me he equivocado en un principio, sino que más bien resultó ser mucho peor... Es un díscolo, testarudo, obstinado y desobediente servidor, que usa su genio y talento sin tener ante sus ojos lo mejor para el Estado, sino que es regido por caprichos y pasiones, además de odios y despechos personales... Como él dice ser un hombre que ama la verdad, le he dicho con palabras claras y en buen alemán mi opinión, a lo que debo agregar que, a menos que cambie su actitud irrespetuosa e indecorosa, el Estado no puede hacer mucha cuenta de sus servicios”.
La derrota de 1806 desencadenó una de las mayores crisis de la historia de Prusia. Con el Tratado de Tilsit del 7 de julio de 1807, Prusia perdió todos sus territorios al oeste del Elba, lo mismo que muchos de los territorios ganados en la partición de Polonia. Con estos cambios Prusia perdió la mitad de sus habitantes y fue obligada a pagar altas "contribuciones" a los franceses. Además, el ejército prusiano fue limitado a tener solo 40.000 hombres y a ceder sus fortificaciones más importantes al ejército de ocupación francés de 150.000 hombres, quienes tenían que ser pagados y mantenidos por Prusia.

### Ministro-presidente y reformas prusianas
Después de su despido, Stein regresó a sus posesiones en Nassau. Todavía en el año de 1807 escribió el Memorial de Nassau como un programa de reformas para el Estado prusiano. En el centro de las reformas propuestas estaba que se hicieran cambios en la forma de gobierno. Propuso que el gobierno de las provincias, distritos y municipios se ejerciera independientemente por administradores locales. Estas ideas se derivaban de las modernas teorías de constitución y Estado, y Stein tomaba, más que nada, el modelo de la constitución de los estamentos (Stände) que había conocido en Westfalia. En estas cuestiones, Stein no tenía en cuenta solamente consideraciones funcionales, sino que las metas político-pedagógicas tenían un papel de primera línea. En su memorial formuló que la meta de la reforma era: "Despertar el espíritu colectivo y el civismo. Utilizar las fuerzas dormidas, mal dirigidas y los conocimientos dispersos. Crear la armonía entre el espíritu de la nación, sus opiniones y necesidades, con las autoridades del Estado. Revivir el sentido de patriotismo, independencia y honor nacional". Este memorial y el memorial escrito por Karl August von Hardenberg y su círculo el mismo año en Riga son las bases de las reformas en Prusia. Stein era antiabsolutista y antiestatista y miraba con escepticismo a las autoridades centrales y a la burocracia, prefiriendo en su lugar la descentralización y el liderazgo cooperativo.

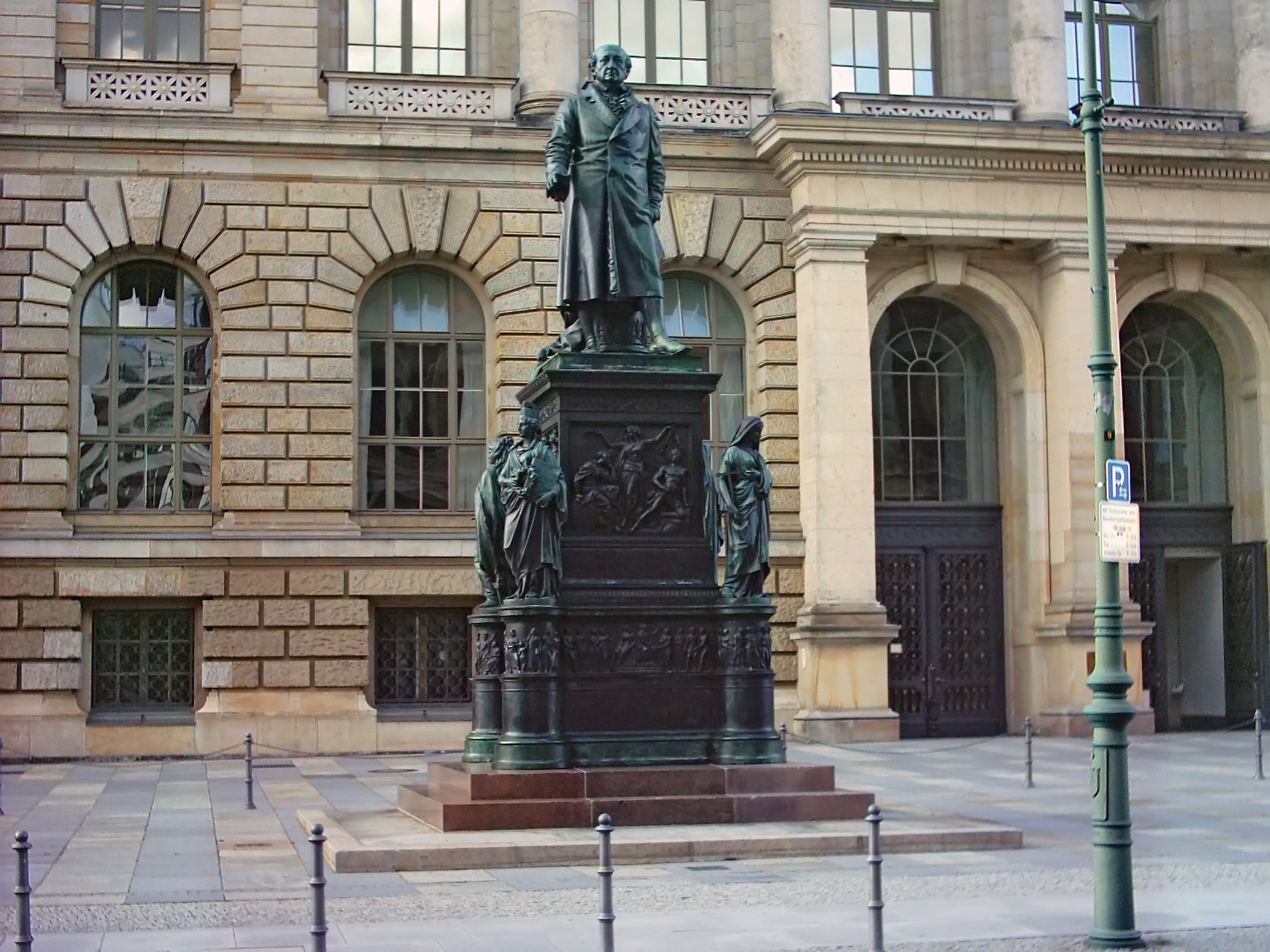
Estatua de Stein frente a la casa de diputados en Berlín.

Por presión de Napoleón, quien equivocadamente veía en Stein a un partidario de Francia y de los reformistas alrededor de Hardenberg, el 10 de julio de 1807 Stein fue nombrado ministro-presidente. Stein aceptó tomar el puesto con ciertas condiciones, entre las cuales estaba terminar con el sistema de gabinete. En su lugar los ministros tendrían derecho a conferenciar directamente con el rey. Una vez que esta condición central fue aceptada, Stein asumió el puesto. Era directamente responsable de la administración civil y sobre las otras carteras ejercía funciones de control. En los siguientes catorce meses fueron aprobadas o preparadas las más importantes leyes de reforma. La participación de Stein en reformas individuales varía, pues no se ocupaba por los detalles. Muchas de las leyes fueron en su núcleo redactadas por colaboradores competentes, como Heinrich Theodor von Schön, pero era sobre Stein quien caía la responsabilidad de implementarlas ante la oposición del rey y de otras fuerzas de la sociedad.
Esta política de reforma fue aplicada con el trasfondo de una difícil situación financiera, creada por las demandas de Napoleón. Esto obligó a Stein a seguir una política de ahorro radical. Las posesiones del Estado fueron empeñadas, a lo que se agregaron afianzamientos.
El éxito de las reformas iniciadas por Stein ocurrió con el trasfondo de una discusión que ya llevaba mucho tiempo entre los miembros de la alta burocracia sobre posibles reformas. Algunas de las ideas no fueron de Stein, sino más bien de sus colaboradores. El edicto de 9 de octubre de 1807, que liberó a los campesinos de ser siervos de sus señores, una de las reformas centrales, fue firmada solo cinco días después de que Stein tomara su puesto y se originó de un esbozo de Schön. El edicto de octubre también concedió el derecho al libre empleo y la libertad del transporte de bienes. La mano de Stein era más evidente en el nuevo orden de los estamentos del 19 de noviembre de 1808. La idea de gobierno autónomo que impregna el documento, refleja las raíces de los viejos estamentos que se oponen al gobierno central y al Estado burocrático. En el área de la administración del Estado, Stein disolvió el Generaldirektorium. En su lugar se creó un Ministerio de Estado (Staatsministerium) con cinco carteras: Interior, Finanzas, Relaciones Exteriores, Guerra (Defensa) y Justicia. Además se disolvieron varias agencias del gobierno que en muchas ocasiones trabajaban unas contra otras. En el área del gobierno central, Stein siguió el modelo de la constitución francesa de 1791. Se visualizó la creación de un Consejo de Estado (Staatsrat) como gremio de consulta. Para las provincias, en lugar de la "Cámara de Guerra y Dominios", propuso crear los puestos de Oberpräsident y Regierungspräsident, que actuarían como representantes de los intereses del gobierno central ante los gobiernos autónomos de las provincias.

### Resistencia antifrancesa y exilio en Austria

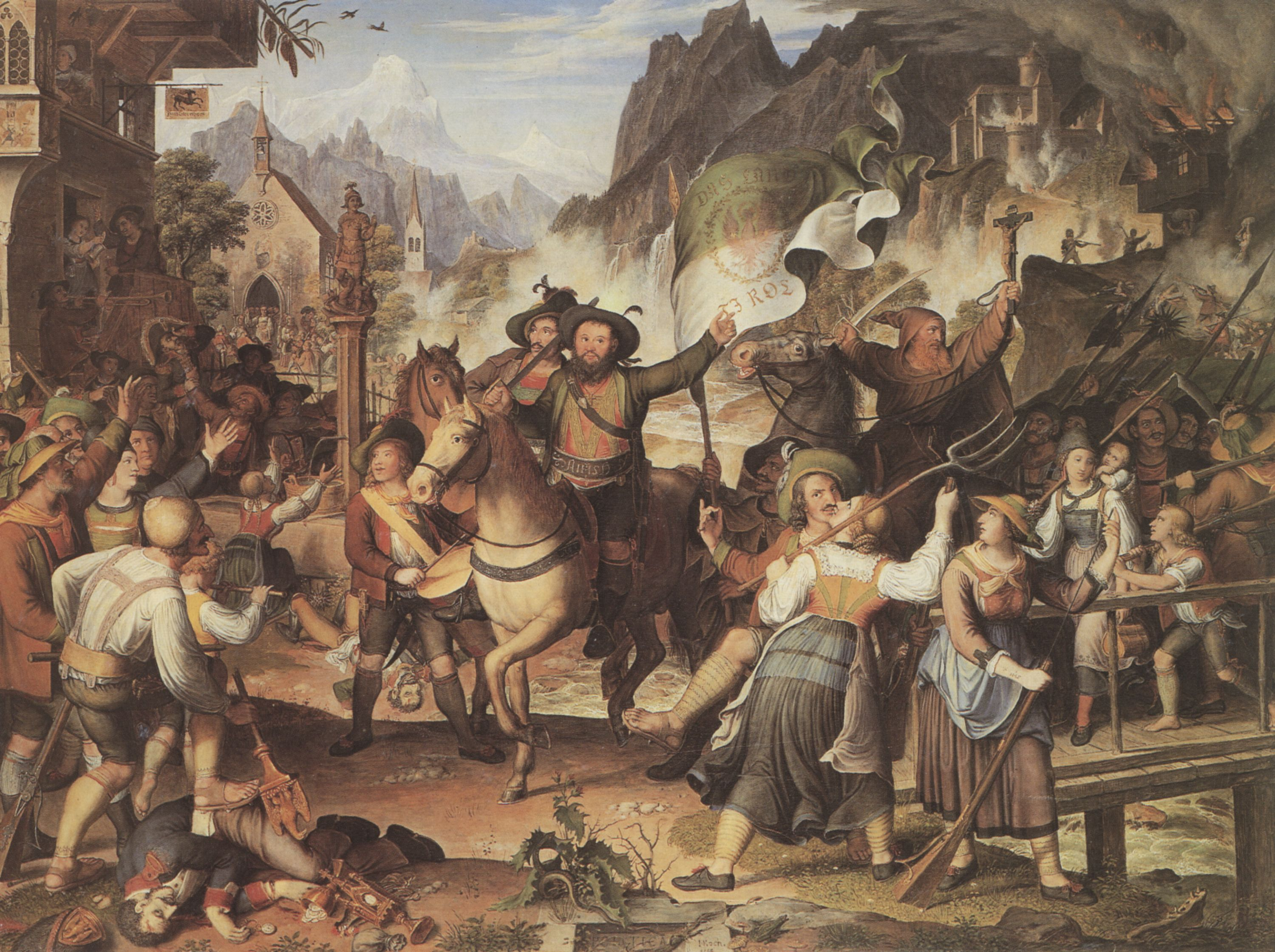
Pintura de Joseph Anton Koch que tiene como tema la rebelión tirolesa (Tirolerlandsturm 1809).

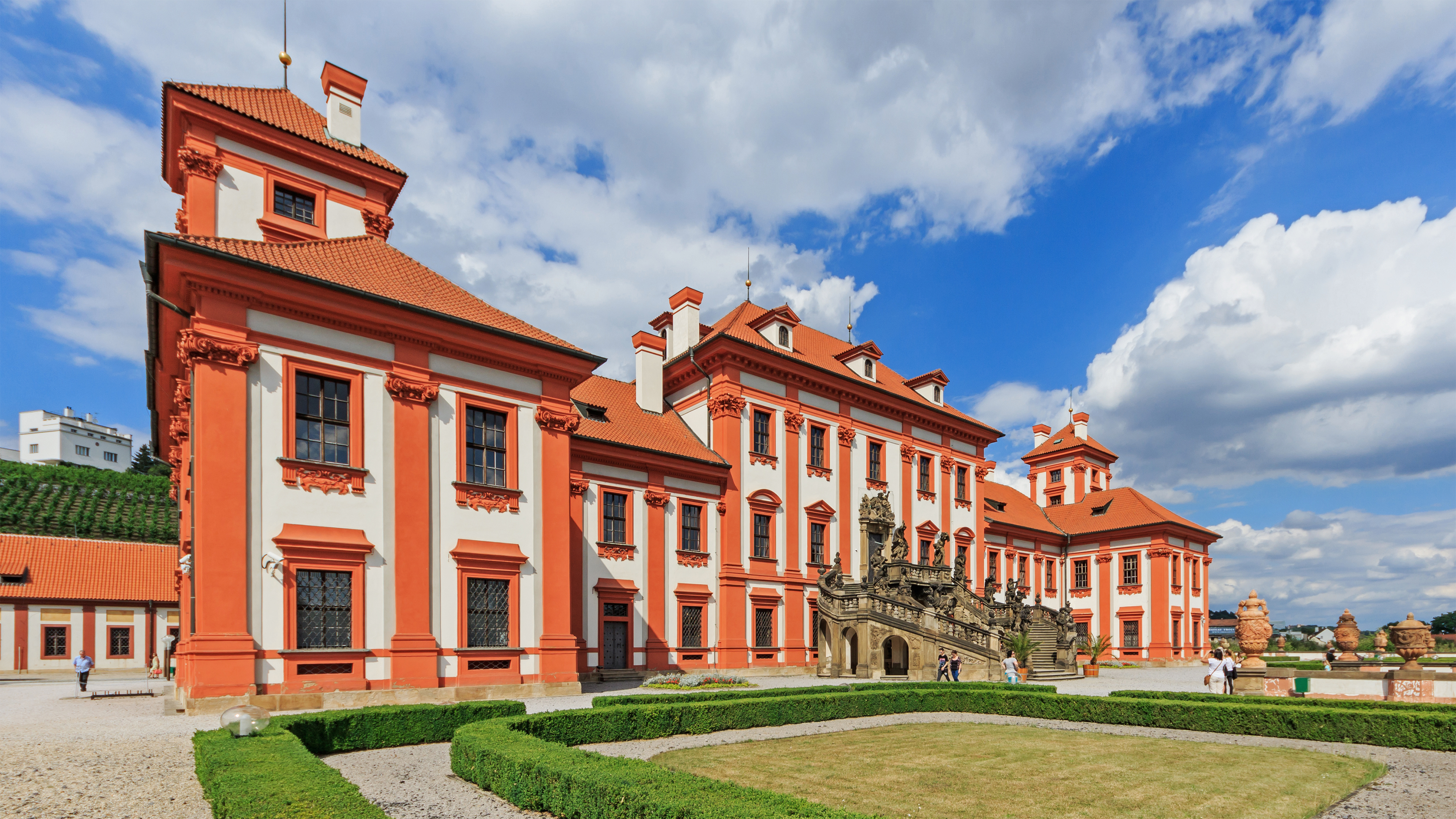
Castillo de Troya en Praga, donde Stein residió en el verano de 1811.

En un principio Stein apostó por una política de cumplimiento y coexistencia con Napoleón. Pero durante las negociaciones sobre las altas "contribuciones" demandadas por los franceses, quienes además siempre agregaban nuevas condiciones, Stein se fue inclinando más y más por la resistencia. A este cambio contribuyó también la insurrección en España contra Napoleón. Stein apostó entonces por una insurrección popular en el norte de Alemania y una alianza con Austria. Para él, como para August Neidhardt von Gneisenau y Gerhard von Scharnhorst, la meta principal de Prusia debía ser prepararse para una futura guerra. La actitud hostil de Stein contra los ocupadores quedó plasmada en una carta interceptada por los franceses, quienes la publicaron en el periódico gubernamental Le Moniteur. Napoleón utilizó la carta para presionar a Prusia y forzar las "contribuciones" monetarias que pedía. Desde España Napoleón dictó una orden al ejército que declaraba a Stein enemigo de Francia. Napoleón ordenó que se incautaran las propiedades de Stein y que éste fuese fusilado. Federico Guillermo III, quien no quería arriesgarse a ninguna ruptura con Francia, cesó el 24 de noviembre de 1808 los pagos a Stein por los servicios prestados y el pago de su salario como primer ministro. El mismo día de su dimisión oficial, Stein envió a los miembros de la casa real y a los miembros del Consejo de Estado una carta esencialmente redactada por Schön, que fue conocida como su "testamento político". La carta era un resumen de las políticas de reforma hasta ese momento y daba la opinión de Stein sobre otros cambios que él consideraba necesarios. Entre estos cambios estaban poner fin al trabajo forzado, crear una cámara de representantes, dar énfasis a la educación de los niños en la religión y el amor por la patria, además de fortalecer a la clase noble.
Karl vom Stein zum Altenstein asumió el cargo tras la dimisión forzada de Stein. Después de un interludio bajo su control, Karl August von Hardenberg pudo tomar las riendas del gobierno, ya con los procesos de reforma en movimiento. Aunque Stein era protegido por Hardenberg, ambos tenían no solamente puntos de vista políticos distintos, sino también una conducta personal diferente. Mientras que Stein llevaba una vida privada escandalosa y seguía sus metas sin compromisos, Hardenberg era diplomático y poco inclinado a tener aventuras extramaritales. Ambos hechos afectaron la opinión de Stein sobre su sucesor. Acusó a Hardenberg de tener "poca energía", de tener "una mano poco afortunada en sus nombramientos" y tener "trato familiar con mujeres deshonestas". El temperamento brusco y poco diplomático de Stein, que queda demostrado en estas palabras, es la razón principal de que en el futuro no tuviese otras posiciones de liderazgo en Prusia.
Mientras tanto, Stein, que estaba enterado de las órdenes de Napoleón, huyó a Bohemia pasando por Brünn, Troppau y Praga, viviendo en la monarquía austríaca durante más de tres años. Durante este tiempo tuvo la esperanza, nunca realizada, de un alzamiento popular contra la ocupación napoleónica en Westfalia y el Gran Ducado de Berg. Siguió con simpatía la rebelión tirolesa acaudillada por Andreas Hofer. En el exilio esbozó varios modelos para una constitución alemana, en los que tenía un papel la resurrección del viejo Sacro Imperio Romano Germánico. Criticó duramente la falta de voluntad de resistencia antifrancesa de la Confederación del Rin, al mismo tiempo que intentaba en distintas ocasiones obtener un perdón o al menos una suavización de la sentencia dada por Napoleón. No obstante, aún en 1811 Napoleón miraba a Stein, con cierta razón, como la posible cabeza de una insurrección en los Estados alemanes. A pesar de esto, no trató de forzar a Austria a entregarlo. Stein se convirtió, a su pesar, en un símbolo y una personalidad importante en la resistencia antinapoleónica.

### Guerras de liberación y el Congreso de Viena

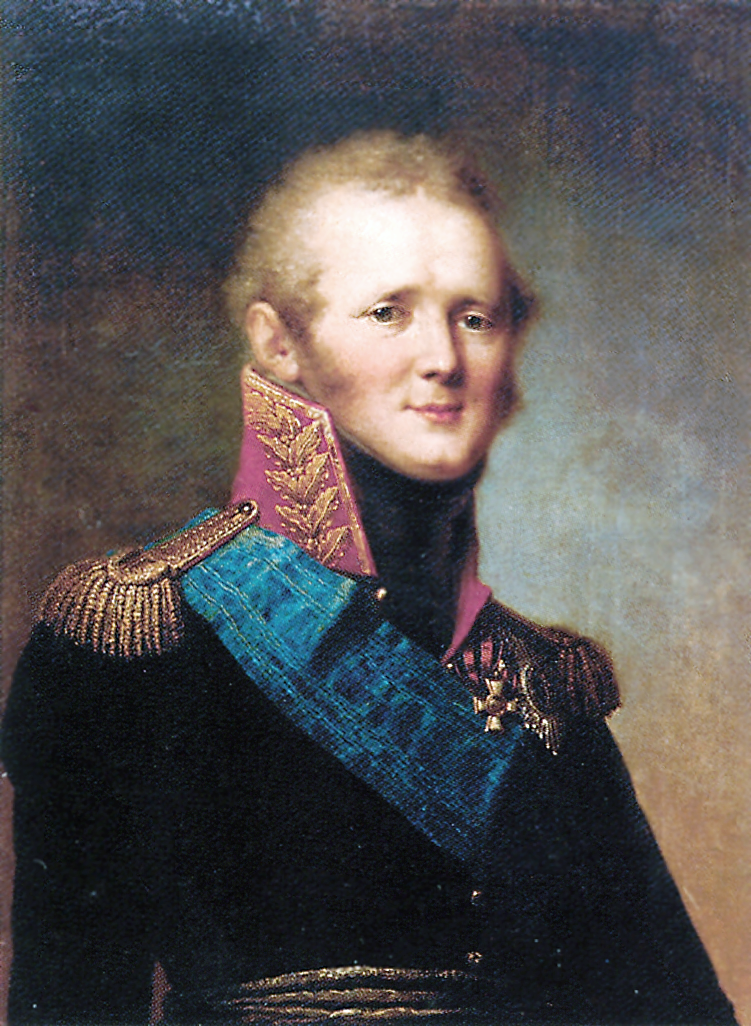
Retrato del zar Alejandro I, de quien Stein fue consejero a partir de 1812.

En vista de la inminente guerra con Francia, el zar Alejandro I de Rusia invitó a su corte a los más importantes oponentes de Napoleón. Entre estos estaba Stein, quien se convirtió en consejero del zar de manera extraoficial. Stein empezó a promover con mayor agresividad la resistencia contra los franceses. En preparación de una insurrección, propuso la creación de un "Comité alemán" que coordinara la resistencia. Stein apoyó a Justus von Gruner, quien desde Praga estaba creando una red de espionaje. En septiembre de 1812 escribió un memorando en San Petersburgo con un plan para llevar una guerra exitosa en Alemania y además exponía sus ideas para la futura configuración política de Alemania. Sus ideas oscilaban entre una forma idealizada de imperio medieval y una evaluación realista de una repartición federativa de Alemania entre Prusia y Austria.
Tras la batida en retirada de la Grande Armée, Stein se trasladó con el cuartel general del Zar rumbo a la frontera con Prusia. En el territorio de la Prusia Oriental Stein inició por orden del zar el entrenamiento militar de las unidades de la Landwehr, a pesar de que Prusia estaba aún aliada con Francia. Después de que el general prusiano Ludwig Yorck von Wartenburg se pasara a los aliados firmando el pacto de Tauroggen, Stein presionó al aún titubeante Federico Guillermo III para cambiar de bando. En marzo de 1813 Federico Guillermo III concluyó una alianza con el Imperio ruso, mediatizada por Stein, y la Sexta Coalición proclamó las guerras de liberación. En este tiempo trabajó en sus planes constitucionales del año anterior. Preveía no solamente suprimir la Confederación del Rin, sino también los derechos de soberanía de los demás Estados alemanes, así como que las decisiones sobre guerra y paz fuesen limitadas por un Káiser alemán y un Reichstag, siguiendo el modelo de la Dieta del Sacro Imperio Romano Germánico en Ratisbona. Para contrarrestar un predominio de Austria, propuso fortalecer a Prusia.
Stein recomendó a los aliados formar un Zentralverwaltungsdepartement (Departamento de Administración Central) para los territorios reconquistados y ocupados por la Sexta Coalición durante las guerras de liberación y como punto central para obtener dinero, armas y soldados. Stein fue nombrado director de este departamento, hecho que le ganó, en broma, el sobrenombre de "Káiser de Alemania". Los territorios administrados por esta autoridad incluían Westfalia, Berg, Fráncfort y el reino de Sajonia, cuyo rey Federico Augusto I fue hecho prisionero por su lealtad a Napoleón. Stein pidió en vano que los Estados de la Confederación del Rin también fuesen ocupados. Este consejo administrativo fue disuelto el 21 de octubre de 1813 y en su lugar se creó el Departement Central d'Administration, también dirigido por Stein, que administró los territorios en la ribera izquierda del Rin y los territorios franceses ocupados por la coalición aliada. Obtenía sus instrucciones de un consejo diplomático aliado.
Durante la guerra y tras la victoria de la Sexta Coalición, Stein presentó varias propuestas para un nuevo ordenamiento de Alemania y Europa. Su crítica al plan ruso para crear un Estado polaco independiente (Zarato de Polonia) y su propuesta de mover la frontera con Francia hacia el oeste fueron rechazadas. También imploró por la creación de un nuevo imperio. No quería un regreso al Reich del siglo XVIII, sino que proponía una federación dominada por Prusia y Austria. Estas recomendaciones tampoco tuvieron el apoyo de príncipes y políticos. No obstante, fue nombrado por Rusia uno de sus representantes en el Congreso de Viena, pero su influencia fue mínima. Se manifestó en favor de una fuerte competencia administrativa de la Confederación Germánica y la limitación de la soberanía de los Estados individuales. Sin tener éxito en estos esfuerzos, se marchó del Congreso antes de que se firmase el acta confederativa.

### Últimos años y muerte

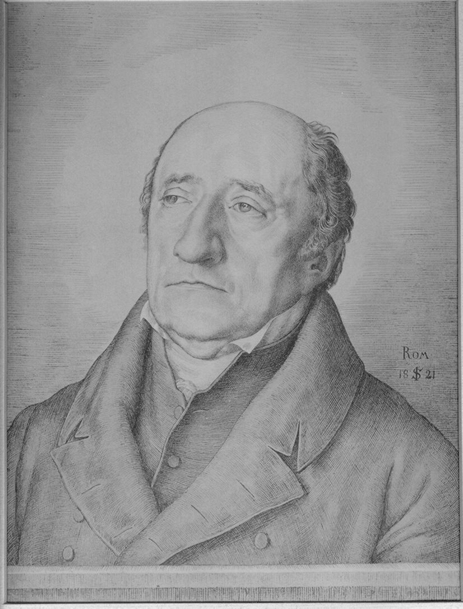
Heinrich Friedrich Karl vom Stein en el año 1821.

En el año 1814, Stein recuperó las propiedades incautadas por Napoleón en Nassau, además de una considerable indemnización. La administración de las propiedades continuó en manos de su hermana Marianne. Su intento por recuperar algunos de sus derechos de señorío fracasó. Tomó parte en la creación de una constitución para Nassau, que en 1814 era una de las más progresistas de la Confederación Germánica.
En 1816 cambió sus propiedades en la provincia oriental de Posen por los terrenos y edificios del antiguo monasterio de Cappenberg, en Westfalia. En 1826 las propiedades de Stein, incluyendo Cappenberg, fueron elevadas al rango de Standesherrschaft (señorío de estamento). Este título estaba ligado a la persona y no podía ser heredado. La mayor parte del tiempo Stein y su familia residían en la ciudad libre de Fráncfort. Tras la muerte de su esposa en 1819, viajó por Suiza e Italia con su hija. En 1824/25 abandona su casa en Fráncfort y vive alternando entre sus propiedades en Nassau y Cappenberg.
Stein apoyaba el movimiento nacionalista alemán. En una carta Ernest von Münster escribió "Es una pena para mí, que su excelencia vea a Prusia en mi persona... Yo tengo sólo una patria y se llama Alemania, de acuerdo con la vieja constitución pertenezco a ella y no sólo a una parte... Doy mi alma a toda ella y no sólo a una parte."
Apoyó, en parte con fuertes sumas de dinero, el movimiento de liberación de Grecia contra el Imperio otomano. Apoyaba movimientos similares en Polonia, América Central y América del Sur. A pesar de esto, estaba contra el liberalismo y los partidos políticos, favoreciendo hasta el final los intereses y el derecho de mando de la clase nobiliaria a la que él pertenecía.
Uno de sus legados más duraderos fue la fundación de la Monumenta Germaniae Historica, que es un importante centro de estudios medievales hasta el día de hoy. En los últimos años de su vida, Stein sufrió de problemas cardíacos y pulmonares. Murió el 29 de julio de 1831 en Cappenberg y fue enterrado en la cripta familiar en Frücht, cerca de Bad Ems.